# 呂學翰
呂學翰（1999年8月31日—）是臺灣新生代創作歌手，出生於臺灣新北市，國立清華大學音樂學系主修聲樂假聲男高音。19歲參加臺灣歌唱選秀節目《聲林之王》。因在節目上發表自創曲《我矮又怎樣》並打開知名度。2022年參加民視《台灣那麼旺》高手組賽事成功晉級。

## 演藝生涯
呂學翰在高職讀的是應用英文科，曾參加流音之星歌唱大賽榮獲創作組亞軍及最佳人氣大獎，他曾表示高中以前因為怕被潑冷水，不敢告訴別人自己的夢想是當歌手「現在我覺得要勇敢讓大家知道自己的夢想，努力去實踐，總有一天會變成我的東西。」
上大學後他報名《聲林之王》，闖出知名度，但比完賽後長達半年的時間沒有演出機會，讓他差點放棄歌手夢，幸好在最低潮時遇到現在的經紀人，才讓他重新燃起對表演的渴望和希望。他也感謝媽媽一路陪伴，帶給他很大的勇氣。

## 《聲林之王》比賽紀錄
2018年報名參加《聲林之王》海選，從三千多人中脫穎而出，成為第一屆《聲林之王》人氣選手之一。
| 播出日期   | 集數              | 演唱曲目                       | 備註                             |
| ---------- | ----------------- | ------------------------------ | -------------------------------- |
| 2018.10.26 | 03 海選魔王搶位戰 | 《魚仔》（原唱：盧廣仲）       | 配合節目，以噴水鯨魚裝扮首次登場 |
| 2018.11.02 | 04 搶麥生存戰     | 《只能勇敢》（原唱：蕭煌奇）   | 搶麥成功，獲得完整表演機會       |
| 2018.11.30 | 07 王者合作賽     | 《幻聽》（原唱：宋念宇）       | 挑戰成功，與導師蕭敬騰合唱       |
| 2018.12.14 | 09 合作積分賽     | 《早安晨之美》（原唱：盧廣仲） | 與同組參賽者莊凌芸合唱           |
| 2018.12.28 | 11 十二強搶位賽   | 《我矮又怎樣》（自創：呂學翰） | 首次公開發表創作歌曲             |

## 錄影節目
- 2020/04/18 綜藝大熱門《第二屆全民猜歌王爭霸 Round1》
- 2020/04/25 綜藝大熱門《第二屆全民猜歌王爭霸 Round2》